# Lotusseide
Lotusseide ist ein Bekleidungsstoff, der aus den Fasern der Indischen Lotosblume gewonnen wird. Herstellungsländer sind Myanmar (Birma) und Vietnam.

## Herstellung

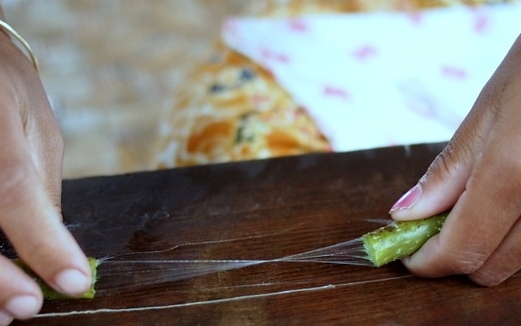
Fasern des Lotosstängels

Zum Ende der Regenzeit, wenn der Wasserstand am höchsten ist, werden die Stängel der Lotosblüten und -blätter geerntet, da sie dann die größte Länge erreichen. Die Endstücke der zwei bis drei Meter messenden Stängel werden etwa eine Handbreit vom Ende angeschnitten, abgeknickt und dann abgezogen, sodass die höchstens fünf Mikrometer starken Fasern freiliegen. In weiteren handbreiten Abschnitten wird Stück für Stück der ganze umschließende Stängel entfernt. Die Fasern von drei bis fünf Stängeln werden verzwirnt. Solange sie noch geschmeidig sind, werden sie gesponnen und währenddessen durch wiederholtes Wässern feucht gehalten. Vor dem Weben wird das Garn mit Reisstärke gestärkt und auch am Handwebstuhl immer wieder benetzt. Da es in trockenem Zustand bricht, erfolgt die Verarbeitung innerhalb von 24 Stunden nach der Ernte. Eine Person spinnt am Tag zwischen 80 und 100 Gramm Faden, für einen Schal werden tausende Stängel und ein bis zwei Wochen Zeit benötigt.
Hergestellt wird Lotusseide unter anderem von Angehörigen des um den Inle-See siedelnden Intha-Volks. Anfang der 1960er erst kam die Idee auf, die Fasern der Lotospflanze für Textilien zu nutzen.

## Eigenschaften

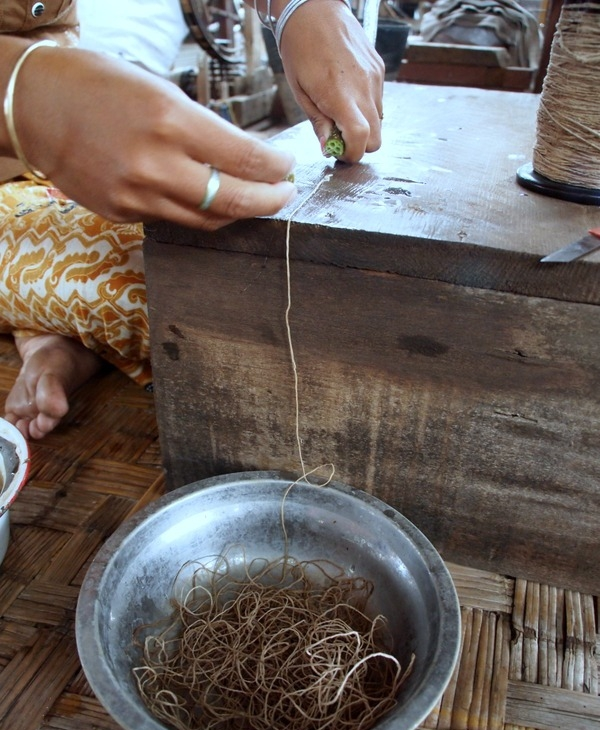
Gewinnung des Garns aus den Fasern der Stängel

Die Fasern sind von winzigen Löchern durchsetzt und sehen unter dem Mikroskop schwammartig aus, ähnlich den Kapillaren in Funktionsfasern von Sportbekleidung. Lotusseide ist sehr leicht, atmungsaktiv, wasserabweisend und soll bei Hitze kühlen und bei Kälte wärmen. Der ecru- bis bronzefarbene Stoff gleicht dem von Rohseide oder Leinen. Lotusseide knittert jedoch nicht. Dickeres Gewebe wird im Wert höher geschätzt als dünnes.

## Verwendung
Wegen ihrer Seltenheit war Bekleidung aus Lotusseide buddhistischen Mönchen und der Dekoration von Buddha-Statuen vorbehalten. Das italienische Modeunternehmen Loro Piana bezieht seit dem Jahr 2010 größere Mengen des Stoffes und fertigt daraus unter dem Markennamen Fior di Loto zehn bis fünfzehn maßgeschneiderte Sakkos pro Monat. Ein solches kostet um die 6500 Dollar, ein Halstuch etwa 100 Dollar.